# بريت بلاك
بريت بلاك هي مغنية كندية، ولدت في 22 فبراير 1985.

## وصلات خارجية
- بريت بلاك على موقع ميوزك برينز (الإنجليزية)
- بريت بلاك على موقع ميوزك برينز (الإنجليزية)
- بريت بلاك على موقع أول ميوزيك (الإنجليزية)
- بريت بلاك على موقع ديسكوغز (الإنجليزية)